# Río Jáchal
El río Jáchal es un curso de agua permanente que recorre primero de oeste a este y luego en dirección sureste en el departamento del mismo nombre, en el centro norte de la provincia de San Juan, Argentina. Es parte de la cuenca hidrográfica del Desaguadero, y uno de los más importantes cursos de agua en la provincia, con un caudal promedio de 9 m³/s. 

## Recorrido
De su naciente, el Jáchal discurre hacia el sur durante unos 75 km, por un cañón en la Precordillera, en la Cuesta del Viento. Gira al este hacia la ciudad de San José de Jáchal, yendo por 40 km a lo largo de un profundo cañón. Pasado Jáchal, el río va hacia el sur por 40 km, y luego toma el rumbo noreste-sudeste, pasando por las localidades de Tucunuco y Mogna. Sigue 100 km y desemboca en el río Desaguadero superior (conocido allí como Bermejo).

## Afluentes
El río Jáchal se alimenta primariamente por deshielo, la lluvia es una contribución menor de esta región semiárida. Su cuenca cubre 34.232 km², donde 23.000 km² son por arriba de la Cuesta del ante Viento.
Nace en la confluencia del arroyo Iglesia y del río Blanco, interrumpido por el Embalse Cuesta del Viento en el noroeste de San Juan.

## Sistematización
La sistematización del río está representada por las siguientes obras:
- Embalse Cuesta del Viento, a 40 km de San José Jáchal, con un volumen máximo de 136 millones de m³. Regula y dirige el caudal para riego, produce energía hidroeléctrica mediante turbinas.
- El Dique Pachimoco, se trata de una obra derivadora de caudal a partir de una red de canales, para uso agrícola en el Valle de Jáchal.
- La Central hidroeléctrica Salto de la Loma, es de una planta hidroeléctrica, ubicada a 4 km al noroeste de San José Jáchal; tiene una altura hidráulica de 40 m y una potencia instalada de 1.200 kW, cuya función es abastecer a la nombrada ciudad.

## Riesgo de contaminación
El Río Jáchal es la más importante fuente natural de agua para usos doméstico, agrícola e industrial en el Valle de Jáchal, pero su calidad no es buena en condiciones normales, debido a la alta mineralización, especialmente salinidad y contenido de boro: en concentraciones de 2,8 partes por millón (0,7 ppm se considera el límite superior para cultivos sensibles como las viñas).

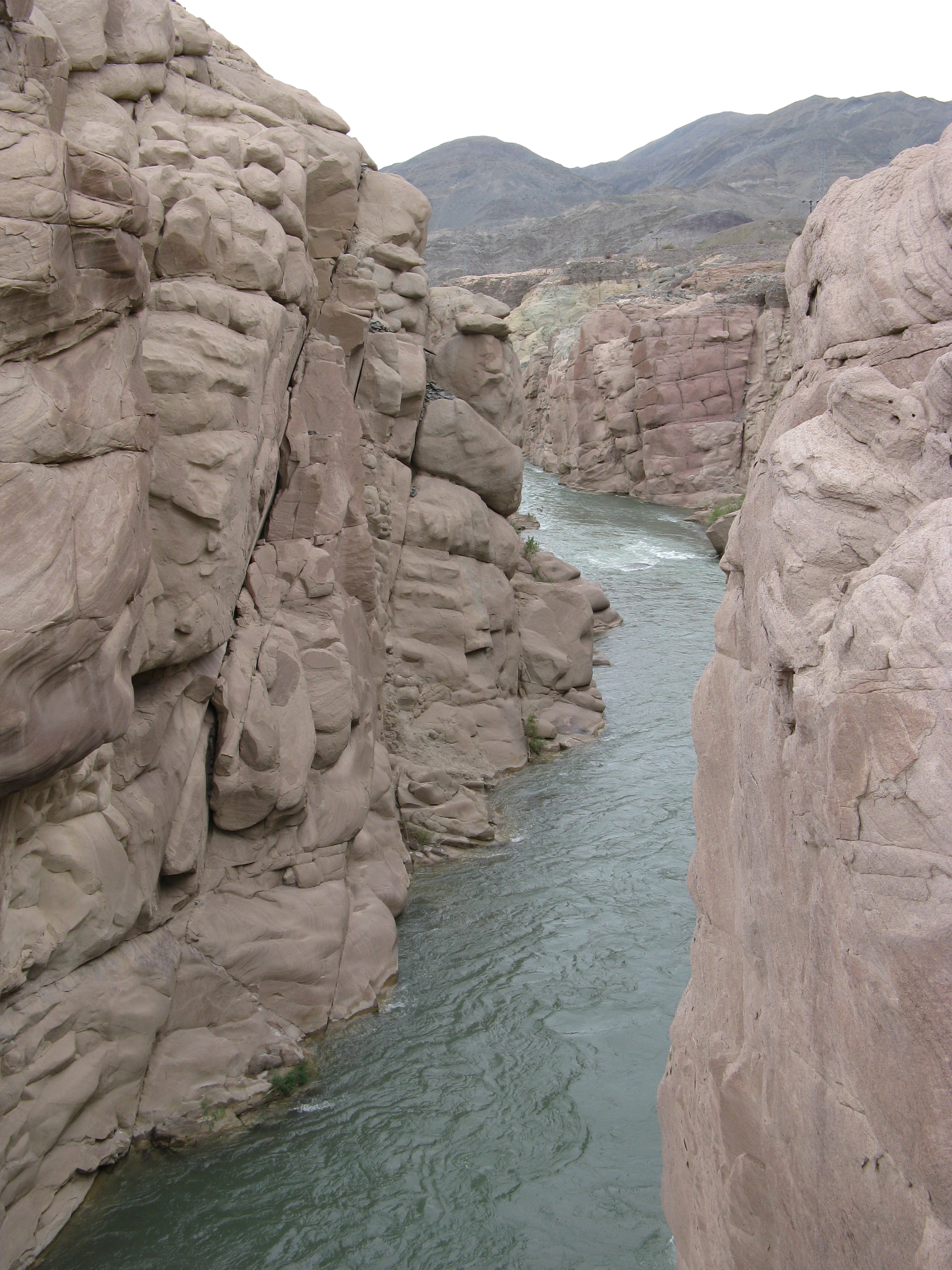
Vista del Cañón del Río Jáchal.

En el año 2000, la Corporación Barrick Gold, empresa de Canadá, comenzó la extracción de oro en los Andes sanjuaninos. Los residentes de San Juan han protestado en contra el proyecto, clamando por el peligroso proceso de Pila de lixiviación que consiste en mezclar agua con cianuro (para extraer el oro) y por la liberación de metales pesados (nocivos para la vida) que contamina el curso superior del río Jáchal y del río San Juan. En febrero de 2006, el gobernador de San Juan, José Luis Gioja, negó la posibilidad de tal daño.
En 2015, Barrick Gold admitió que se habían derramado 224.000 litros de "solución de cianuro" en el Jáchal y otros cuatro ríos cercanos debido a lo que describieron como "una válvula defectuosa". Si bien Barrick Gold y la Cámara Minera de San Juan insistieron en que el derrame "no representaba una amenaza" para la población del área, el gobierno provincial advirtió que los residentes solo bebieran agua embotellada hasta nuevo aviso.